# Eleuterósido
El término eleuterósido se refiere a un grupo diverso de compuestos químicos que fueron aisladas de raíces de Eleutherococcus senticosus que se ofrece comercialmente en su mayoría en forma de extractos. El eleuterósido A es una saponina y un glucósido del esterol, mientras que otros, tales como el eleuterósido B (siringina), son glucósidos fenilpropánicos. No hay efectos definitivos asociados a estos componentes. Más bien sirven como compuestos marcadores para la cromatografía en capa fina de identificación de Eleutherococcus senticosus en preparaciones de plantas medicinales y suplementos dietéticos.
El eleuterósido E (acantósido D) es uno de los glucósidos aislados a partir de la Acanthopanax en la floración y representa la di-β-D-glucósido de (-)siringarresinol.

Eleuterósido A (daucosterol)
Eleuterósido B (siringina)
Eleuterósido C (etilgalactósido)
Eleuterósido D